# Fără teamă
Fără teamă (în hindi ज़माने से क्या डरना, transliterat: Zamane Se Kya Darna) este un film de la Bollywood din 1994, regizat de Bobby Raj, fratele actriței Anita Raj⁠(d), și avându-i în rolurile principale pe Sanjay Dutt⁠(d), Raveena Tandon⁠(d), Alok Nath⁠(d), Shakti Kapoor⁠(d), Gulshan Grover⁠(d), Johny Lever⁠(d) și Raza Murad⁠(d). Filmul a avut încasări medii în cinematografele indiene.

## Distribuție
- Sanjay Dutt⁠(d) — Vikram „Vicky” V. Singh
- Raveena Tandon⁠(d) — Anju Rajpal
- Alok Nath⁠(d) — Virendra Singh / Sardar Rajpal
- Gulshan Grover⁠(d) — Bhairav
- Johnny Lever⁠(d) — hoțul de buzunare
- Raza Murad⁠(d) — Gajendra Singh
- Dinesh Hingoo⁠(d) — Chelaramani
- Shakti Kapoor⁠(d)	— Shakti G. Singh / Vicky V. Singh
- Reema Lagoo⁠(d) — Shalini „Shaloo” V. Singh
- Roma Manek⁠(d) — Gauri
- Guddi Maruti⁠(d) — Guddi
- Shiva Rindani⁠(d) — Gypsy
- Ghanshyam Rohera — Dhania
- Ram Sethi⁠(d)	— Pyarelal, șofer
- Sudhir — jucătorul

## Muzică
1. „Aaja Re Aaja Re” - Sadhana Sargam⁠(d)
2. „Maine Tujhe Apna Banaya” - Udit Narayan⁠(d), Sadhana Sargam
3. „Aankhon Se Hum Baatein” - Kumar Sanu⁠(d), Alka Yagnik⁠(d)
4. „Yaara Yaara Yaara” - Udit Narayan, Asha Bhosle⁠(d)
5. „Thumak Thumak Ke” - Udit Narayan
6. „Tanak Tun Tun Tanak Tun” - Amit Kumar⁠(d), Sadhana Sargam
7. „Toba Jawani Satane Lagi” - Amit Kumar, Sadhana Sargam